# لوسیوس ژولیوس سزار (مرگ ۴۶ پیش از میلاد)
لوسیوس ژولیوس سزار (انگلیسی: Lucius Julius Caesar; – ۱ ژانویهٔ ۰۰۴۶) اهل روم باستان یک سیاستمدار در اواخر جمهوری روم بود. او پسر لوسیوس ژولیوس سزار (کنسول ۶۴ پیش از میلاد) (که در سال ۶۴ قبل از میلاد کنسول بود) و یکی از اعضای خانواده قدرتمند پاتریسی‌ها نومریوس ژولیوس سزار بود. پدرش پسر عموی ژولیوس سزار بود.